# Open Diputación 2006
L'Open Diputación 2006 è stato un torneo di tennis facente parte della categoria ATP Challenger Series nell'ambito dell'ATP Challenger Series 2006. Il torneo si è giocato a Cordova in Spagna dal 3 al 9 luglio 2006 su campi in cemento.

## Vincitori

### Singolare
Simon Greul ha battuto in finale  Kevin Kim con il punteggio di 6(4)–7, 6–1, 7–6(2)

### Doppio
Justin Gimelstob /  Kevin Kim hanno battuto in finale  Ivo Klec /  Jan Mertl con il punteggio di 6–3, 7–5